# Team order
Team order (pol. polecenie zespołowe) – polecenie wydane kierowcy wyścigowemu przez szefostwo zespołu, w którym mowa jest o przepuszczeniu innego kierowcy, najczęściej partnera z zespołu. Team order w Formule 1 wydawane było wielokrotnie. Takie polecenia mają często wpływ na ostateczny wynik wyścigu. Team order było przez lata akceptowane jako część Formuły 1. Polecenia zespołowe zostały zabronione po Grand Prix Austrii 2002, kiedy to lider wyścigu Rubens Barrichello dostał polecenie przepuszczenia tuż przed metą Michaela Schumachera, co wywołało niezadowolenie wśród kibiców na torze przez co zespół Ferrari został wygwizdany. Mimo zakazu zespoły łatwo obchodziły ten przepis (np. poprzez zmianę strategii na mniej korzystną lub ustawione manewry wyprzedzania).
Debata na temat zasadności istnienia tego zakazu rozpoczęła się po Grand Prix Niemiec 2010, kiedy Ferrari wykonało Team order. Krytycy zakazu twierdzą, że jest on w wielu przypadkach niemożliwy do wyegzekwowania. Z powodu trudności w egzekwowaniu tego zakazu został on zniesiony przed rozpoczęciem sezonu 2011.